# Aculepeira gravabilis
Aculepeira gravabilis är en spindelart som först beskrevs av O. Pickard-Cambridge 1889.  Aculepeira gravabilis ingår i släktet Aculepeira och familjen hjulspindlar. Inga underarter finns listade i Catalogue of Life.